# 緊急工業用水
緊急工業用水是因天災、人禍等因素造成自來水停水時所採取的緊急應變措施，運用各種方法、運輸車輛，將乾淨水源運送給有需求的工廠、公司使用，稱之為緊急工業用水。
因科技文明的發展，許多高科技公司的製程，均需大量乾淨水源，24小時用以供應廠房機具設備冷卻、清洗、製造、原料混凝等作業。製程若缺少水源時，立即停工無法生產，所造成的損失數以億萬計，因此當發生天災、人禍等因素造成自來水停水時，立即必須運用各種方法及手段，取得乾淨用水給予工廠使用，就可稱之為緊急工業用水。